# Department for Culture, Media and Sport

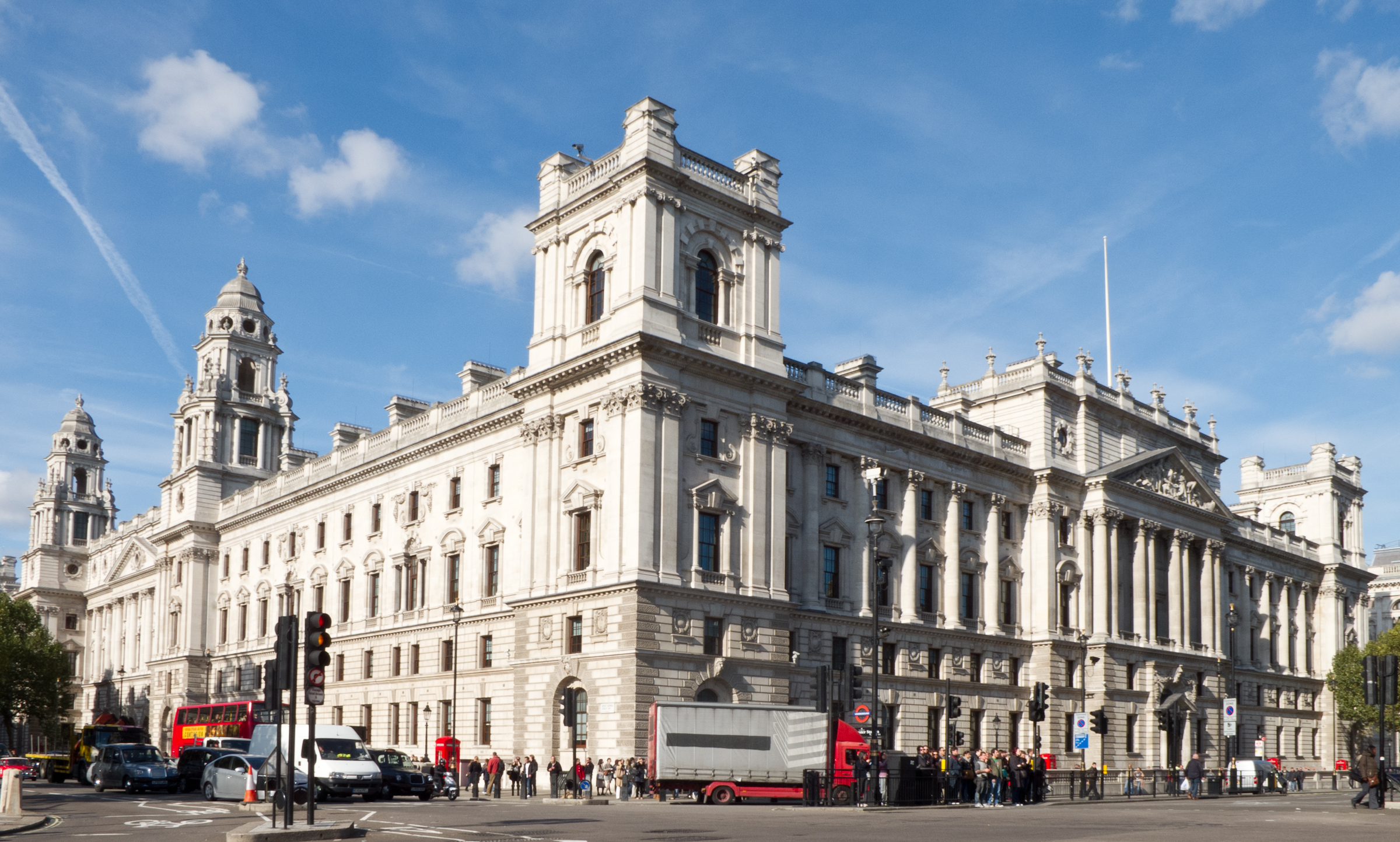
Ministeriengebäude an der Ecke Great George Street/Parliament Street

Das Department for Culture, Media and Sport (DCMS) ist ein Ministerium des Vereinigten Königreiches mit der Zuständigkeit für Kultur, Medien und Sport. Weiter ist es zuständig für Tourismus und kreative Unternehmen. Die Durchführung der Olympischen Sommerspiele 2012 fiel auch darunter. Der Sitz ist in London, 100 Parliament Street. Die aktuelle Labour Ministerin (Secretary of State) ist Lisa Nandy.
Von 2017 bis 2023 war das Department auch für die digitale Wirtschaft zuständig.
Der Ursprung liegt im Department of National Heritage (DNH), das am 11. April 1992 nach dem Wahlsieg der Konservativen gegründet wurde. Labour-Premier Tony Blair ließ es am 14. Juli 1997 in Department for Culture, Media and Sport (DCMS) umbenennen, Chris Smith führte es bis 2001.

## Zuständigkeiten
Das Ministerium trägt Verantwortung für:
- Künste
- Rundfunk, u. a. BBC und Channel 4
- Zivilgesellschaft
- Wohltätigkeit
- Kreativwirtschaft (Werbung, Kunstmarkt, Design, Mode, Film, Musikwirtschaft, Verlagswesen)
- Historische Umgebung
- Architektur und Design
- Kulturgut und -erbe
- Lizenzen
- Glücksspiel und Rennen
- Pressefreiheit und -regulierung
- Büchereien
- Museen und Galerien
- National Lottery
- Tourismus
- Sport
- Olympisches Erbe

Das Ministerium ist verantwortlich für den Grundbesitz der Krone: darunter die königlichen Parks, die bewohnten und nichtbewohnten königlichen Paläste.

## Einzelbelege
1. ↑  Lucy Frazer appointed Secretary of State at 're-focused' Culture, Media & Sport department. Abgerufen am 14. April 2024 (englisch).